# سارا منجزی
سارا منجزی پور (زاده ۶ مهر ۱۳۶۱ اهواز) بازیگر اهل ایران است. وی فارغ‌التحصیل رشته معماری می‌باشد و فعالیت سینمایی خود را از سال ۱۳۸۹ با فیلم خنده در باران آغاز کرد.

## فیلم‌شناسی

### مجموعه تلویزیونی
| سال  | مجموعه تلویزیونی | کارگردان                      | شبکه                       |
| ۱۳۸۹ | از یاد رفته      | فریدون حسن پور                | شبکه ۱                     |
| ۱۳۹۰ | پایتخت ۱         | سیروس مقدم                    | شبکه ۱ - پخش در ایام نوروز |
| ۱۳۹۰ | تقدیر            | عبدالرضا فیروزان              | شبکه ۳                     |
| ۱۳۹۱ | کلاه پهلوی       | سید ضیاالدین دری              | شبکه ۱                     |
| ۱۳۹۲ | تاکسی پلیس       | سعید عالم زاده                | شبکه ۳                     |
| ۱۳۹۵ | سایبر            | احمد معظمی                    | شبکه تهران                 |
| ۱۳۹۶ | نفس شیرین        | عباس خواجوند                  | شبکه ۳                     |
| ۱۳۹۷ | بهترین نقش زندگی | محسن دامادی                   | شبکه ۳                     |
| ۱۴۰۰ | گاندو ۲          | جواد افشار                    | شبکه ۳                     |
| ۱۴۰۰ | کلبه عمو پورنگ   | احمد درویش علی‌پور             | شبکه ۲                     |
| ۱۴۰۰ | نارگیل           | سید ابراهیم عامریانحمزه صالحی | شبکه نمایش خانگی           |

### سینمایی
| سال  | فیلم                     | کارگردان          |
| ۱۳۸۹ | خنده در باران            | داریوش فرهنگ      |
| ۱۳۸۹ | دردسر بزرگ               | مهدی گلستانه      |
| ۱۳۹۲ | کالسکه                   | آرش معیریان       |
| ۱۳۹۳ | دریا کنار                | آرش معیریان       |
| ۱۳۹۳ | هدیه                     | امیراحمد انصاری   |
| ۱۳۹۳ | چهارشنبه خون به پا می‌شود | سید غلامرضا موسوی |
| ۱۳۹۵ | لابی                     | محمد پرویزی       |
| ۱۴۰۰ | مورچه خوار (فیلم)        | شاهد احمدلو       |

### فیلم ویدیویی
| سال  | فیلم           | کارگردان        |
| ۱۳۹۱ | آخر خط         | علی میری        |
| ۱۳۹۲ | انتقام مافیایی | پدرام بهرامی فر |
| ۱۳۹۲ | بی واسطه       | رسول کاسه ساز   |
| ۱۳۹۳ | دختران دم بخت  | محسن منشی زاده  |
| ۱۳۹۳ | سکه            | حسن گزار        |
| ۱۴۰۰ | شبهای مافیا    | سعید ابوطالب    |

### تله فیلم
| فیلم                         | کارگردان          | توضیح             |
| سیاه و سپید                  | محمد تقی انصاری   | تله فیلم شبکه سحر |
| دیواره های یخی               | محمود معظمی       | ۱۳۹۲              |
| دومینو                       | مرضیه برومند      | پخش نامعلوم       |
| سمفونی مرگ،                  | رضا حسنی          | -                 |
| صدای سکوت                    | جاوید خوشدل       |                   |
| پوست انداختن                 | سیامک صرافت       | شبکه چهار سیما    |
| زیباتر از رؤیا               | محمد رضا رحمانی   | تله فیلم          |
| تی تی مان                    | حسینعلی لیالستانی | تلویزیون          |
| تقدیر نهایی،                 | محسن توکلی        |                   |
| سکوت پروانه‌ها،               | شاهپور شهبازی     |                   |
| ذهن خاموش،                   | مهرداد خوشبخت     | شبکه یک سیما      |
| شاید برای شما هم اتفاق بیفتد | محمود معظمی       | شبکه ۵ سیما       |
| ۹۰ درجه                      | محمدرضا رحمانی    |                   |